# Прелом
Прело́м (болг. Прелом) — село в Ловецькій області Болгарії. Входить до складу общини Ловеч.

## Населення
За даними перепису населення 2011 року у селі проживала 81 особа, усі — болгари.
Розподіл населення за віком у 2011 році:
Динаміка населення: